# 四硫酸根合二铑(II)酸钠
四硫酸根合二铑(II)酸钠是一种配位化合物，化学式为Na4[Rh2(SO4)4]，它以二水合物Na4[Rh2(SO4)4(H2O)2]和六水合物Na4[Rh2(SO4)4(H2O)2]·4H2O的形式存在。它在水溶液中和吡啶反应，得到[Rh2(SO4)2py6]·6H2O。它可以由硫酸铈(IV)或经电化学法氧化为混合价态的Rh(II,III)化合物。